# Điện Nam Đông
Điện Nam Đông is een xã in het district Điện Bàn, een van de districten in de Vietnamese provincie Quảng Nam.
Điện Nam Đông heeft ruim 6.000 inwoners op een oppervlakte van 8,42 km².